# Куп Кариба 2012.
Куп Кариба 2012. (познат као Caribbean Championship−Шампионат Кариба), било је седамнаесто издање Купа Кариба, основано од стране ФСК, једне од Конкакаф зона. Укупно 25 земаља је пријављено за квалификације.
Завршни турнир се играо на Антигви и Барбуди. Са овог турнира четири првопласиране репрезентације су се квалификовале аутоматски за Конкакафов златни куп 2013.
Првобитно финални део турнира је требао бити одигран у јуну и јулу 2012. године али је датум накнадно померен за децембар. Титулу шампиона Кариба је по први пут освојила репрезентација Кубе.

## Квалификације
Прва и друга фаза квалификација је била заказана за август и септембар, и октобар. Извлачење за групе ја обављено у марту 2012. године.
| Репрезентација    | Квалификација  | Број учешћа | Досадашњи успеси |
| ----------------- | -------------- | ----------- | ---------------- |
| Антигва и Барбуда | домаћин        | 7           | четврто место    |
| Јамајка           | Шампион 2010.  | 14          | победник         |
| Хаити             | поз. 1 Група 6 | 8           | победник         |
| Француска Гвајана | поз. 2 Група 6 | 2           | групна фаза      |
| Доминика          | поз. 1 Група 7 | 2           | групна фаза      |
| Мартиник          | поз. 2 Група 7 | 11          | победник         |
| Тринидад и Тобаго | поз. 1 Група 8 | 17          | победник         |
| Куба              | поз. 1 Група 8 | 10          | друго место      |

## Припреме
Ово је први међународни турнир који организује КФС још од корупционашког скандала, напуштања спонзора и тешкоћа са финансирањем турнира. Пре него што је био домаћин турнира, Пол „Чет“ Грин, бивши генерални секретар Фудбалског савеза Антигве и Барбуде, изразио је забринутост да фудбалски савез Антигве можда неће моћи да приушти да буде домаћин турнира и сугерисао је да ће за то бити потребна помоћ државе. Актуелни генерални секретар АБФА Дерик Гордон је постао председник Карипске фудбалске уније и на крају изабрао нацију домаћина. Грин је изјавио: „Антигва [није] нужно у позицији да даје [више] што би иначе дала, мислим да влада постаје једина опција у овој фази и позив за већу посећеност од уобичајене како би се омогућило удружењу да плати рачуне. Грин је такође рекао да ће у случају гранта од ФСК-а (преко КОНКАКАФ-а), удружење „и даље морати да сноси део трошкова”. Председник АБФА Евертон Гонсалвес је одговорио: „Вредност фудбала није нешто што се може проценити у доларима”.
Председник ФСК Гордон Дерик изјавио је да је „Фудбал скуп подухват у свим аспектима, развој има цену тако да се новац мора потрошити."  На Конгресу ФСК 2013. године, Дерик Гордон је изјавио да нису могли да се договоре са уобичајеним спонзорима Дигисел јер „нису могли да се договоре на време за Куп Кариба, пошто је Дигиселова буџетска година била затворена."

## Градови домаћини и стадиони
Два места су изабрана за домаћина турнира .
| Сент Џонс                  | Норт Саунд        |
| -------------------------- | ----------------- |
| Антигва рекреациони центар | Вивијан Ричардс   |
|                            |                   |
| Капацитет: 12.000          | Капацитет: 10.000 |

## Завршни турнир
Утакмице су се играле на  Антигва и Барбуда.
У овој фазу тимови су распоређени на основу фиксног жреба. Тако је одлучен жреб :
| Група А - Домаћин - Победник групе 6 - Други у групи 7 - Победник групе 8 | Група Б - Владајући шампион - Други у групи 6 - Победник групе 7 - Други у групи 8 |

## Групна фаза
Комплетан распоред финала објављен је 20. новембра.
Правила у случају нерешеног резултата
1. Већи број бодова у мечевима између изједначених екипа .
2. Већа гол-разлика у мечевима између изједначених тимова (ако више од два тима заврше једнако по бодовима).
3. Већи број голова постигнутих у мечевима међу изједначеним екипама (ако више од два тима заврше изједначено по бодовима).
4. Већа гол разлика у свим утакмицама у групи.
5. Већи број постигнутих голова у свим утакмицама у групи.
6. Извлачење жреба.

Све сатнице су локалне, по (UTC−4)

### Група А
| Тим                    | О | П | Н | И | ГД | ГП | ГР | Бод. |
| ---------------------- | - | - | - | - | -- | -- | -- | ---- |
| Хаити                  | 3 | 2 | 1 | 0 | 6  | 3  | +3 | 7    |
| Тринидад и Тобаго      | 3 | 2 | 1 | 0 | 5  | 3  | +2 | 7    |
| Доминиканска Република | 3 | 0 | 1 | 2 | 3  | 5  | −2 | 1    |
| Антигва и Барбуда      | 3 | 0 | 1 | 2 | 4  | 7  | −3 | 1    |

| Хаити              | 1:1      | Тринидад и Тобаго |
| ------------------ | -------- | ----------------- |
| Леонел Сент-При 7’ | Извештај | Кевин Картер 19’  |

| Антигва и Барбуда     | 2:2      | Доминиканска Република                       |
| --------------------- | -------- | -------------------------------------------- |
| Питер Бајерс 17’, 44’ | Извештај | Сезар Гарсија Пералта 74’ · Џонатан Фања 90’ |

| Доминиканска Република | 0:1      | Хаити                |
| ---------------------- | -------- | -------------------- |
|                        | Извештај | Пегеро Жан Филип 39’ |

| Антигва и Барбуда | 1:2      | Тринидад и Тобаго     |
| ----------------- | -------- | --------------------- |
| Питер Бајерс 63’  | Извештај | Кевин Молино 72’, 89’ |

| Тринидад и Тобаго                   | 2:1      | Доминиканска Република |
| ----------------------------------- | -------- | ---------------------- |
| Кевон Картер 14’ · Кевин Молино 70’ | Извештај | Керби Родригез 52’     |

| Хаити                                           | 3:1      | Антигва и Барбуда |
| ----------------------------------------------- | -------- | ----------------- |
| Пегеро Жан Филип 19’ · Леонел Сент-При 21’, 44’ | Извештај | Питер Бајерс 89’  |

### Група Б
| Тим               | О | П | Н | И | ГД | ГП | ГР | Бод. |
| ----------------- | - | - | - | - | -- | -- | -- | ---- |
| Мартиник          | 3 | 2 | 1 | 0 | 4  | 1  | +3 | 7    |
| Куба              | 3 | 2 | 0 | 1 | 3  | 2  | +1 | 6    |
| Француска Гвајана | 3 | 1 | 0 | 2 | 4  | 6  | −2 | 3    |
| Јамајка           | 3 | 0 | 1 | 2 | 1  | 3  | −2 | 1    |

| [[Фудбалска репрезентација Мартиника {{{altlink2}}}\|Мартиник]] | 1:0      | Куба |
| --------------------------------------------------------------- | -------- | ---- |
| Фредерик Пижон 29’                                              | Извештај |      |

| Јамајка             | 1:2      | Француска Гвајана               |
| ------------------- | -------- | ------------------------------- |
| Тремејн Стјуарт 22’ | Извештај | Гери Пижре 19’ · Руди Еванс 48’ |

| Куба                     | 2:1      | Француска Гвајана |
| ------------------------ | -------- | ----------------- |
| Аријел Мартинез 74’, 76’ | Извештај | Гари Пигри 16’    |

| Јамајка | 0:0      | Мартиник |
| ------- | -------- | -------- |
|         | Извештај |          |

| Француска Гвајана     | 1:3      | Мартиник                                                     |
| --------------------- | -------- | ------------------------------------------------------------ |
| Жан-Клод Даршевил 80’ | Извештај | Фредерик Пижон 10’ · Кевин Парсемејн 33’ · Ентони Анжели 77’ |

| Јамајка | 0:1      | Куба                 |
| ------- | -------- | -------------------- |
|         | Извештај | Алијанис Ургељес 57’ |

## Нокаут фаза
Све репрезентације које су достигле ову фазу су се квалификовале за Конкакафов златни куп 2013.
У случају нерешеног исхода меча, п.с.н. су играни, ако је и после тога било нерешено ишло се на ивођење пенала.
|  | Полуфинале        | Полуфинале        |             |       | Финале | Финале |
|  |                   |                   |             |       |        |        |
|  |                   |                   |             |       |        |        |
|  |                   |                   |             |       |        |        |
|  | Хаити             | 0                 |             |       |        |        |
|  | Хаити             | 0                 |             |       |        |        |
|  | Куба              | 1                 |             |       |        |        |
|  | Куба              | 1                 | Куба        | 1     |        |        |
|  |                   |                   | Куба        | 1     |        |        |
|  |                   | Тринидад и Тобаго | 0           |       |        |        |
|  | Мартиник          | Тринидад и Тобаго | 0           | 1 (4) |        |        |
|  | Мартиник          |                   |             | 1 (4) |        |        |
|  | Тринидад и Тобаго | 1 (5)             |             |       |        |        |
|  | Тринидад и Тобаго | 1 (5)             | Треће место |       |        |        |
|  |                   |                   |             |       |        |        |
|  |                   |                   |             |       |        |        |
|  |                   |                   |             |       |        |        |
|  | Хаити             | 1                 |             |       |        |        |
|  | Хаити             | 1                 |             |       |        |        |
|  | Мартиник          | 0                 |             |       |        |        |

### Полуфинале
| [[Фудбалска репрезентација Мартиника {{{altlink2}}}\|Мартиник]]                    | 1:1 (п. с. н.) | Тринидад и Тобаго                                                               |
| ---------------------------------------------------------------------------------- | -------------- | ------------------------------------------------------------------------------- |
| Кевин Парсемејн 75’                                                                | Итвештај       | Ричард Рој 90’                                                                  |
| Пенали                                                                             |                |                                                                                 |
| Жаки Бердикс · Себастијан Кретјен · Стив Густен · Кевин Парсемејн · Фредерик Пикин | 4:5            | Денсил Теобалд · Кевин Молино · Карлајл Мичел · Кертис Гонзалес · Атаулах Гвера |

| Хаити | 0:1      | Куба          |
| ----- | -------- | ------------- |
|       | Извештај | Јоел Колом 8’ |

### Утакмица за треће место
| Хаити               | 1:0 (п. с. н.) | Мартиник |
| ------------------- | -------------- | -------- |
| Леонел Сент-При 94’ | Извештај       |          |

### Финале
| Куба                 | 1:0 (п. с. н.) | Тринидад и Тобаго |
| -------------------- | -------------- | ----------------- |
| Марсел Ернандез 113’ | Извештај       |                   |

Белешка
1. 1 2  CFU је дао изјаву 14. децембра да се време и место одигравања утакмица за треће место и финале мењају. Првобитно је требало да се игра на Сер Вивијен Рашардс стадиону.

| Најбољи играч Кевин Парсемен | Победник Купа Кариба 2012. Куба 1° титула | Најбољи стрелац (Осам играча по 2. гола) |